# Cristian Melinte
Cristian Costel Melinte (Timișoara, 9 maggio 1988) è un ex calciatore rumeno, di ruolo difensore.

## Caratteristiche tecniche
È un esterno destro impegnabile sia in difesa che a centrocampo, anche se è stato schierato prevalentemente come terzino destro. È dotato di buona corsa e di una buona tecnica di base.

## Carriera

### Club

#### Inizi in Romania
Ha iniziato a giocare nel Fortuna Covaci, e dopo pochi mesi si è trasferito all'Auxerre Lugoj. La stagione successiva (2006-2007) viene acquistato dall'UTA Arad, in prima divisione rumena, dove gioca 3 partite senza segnare nessuna rete. Nella stagione 2007-2008, è stato dapprima in prestito all'Ineu, la seconda squadra di Arad, per poi tornare all'UTA prima della fine del campionato giocando altre 5 partite.
Ha iniziato la stagione 2008-2009 sempre con l'UTA Arad, ma ad inizio anno ha sostenuto un provino col il Monaco nella amichevole del 6 gennaio contro la Juventus vinta dai francesi per 6-5 ai rigori, ma che non è servito a fargli ottenere l'ingaggio. A marzo la Dinamo Bucarest infatti ha prelevato a parametro zero sia Melinte che Bruno Simao, esordendo con il club di Bucarest il 12 marzo nelle file della Dinamo II contro il Concordia Chiajna.

#### Palermo e prestiti al Piacenza e in Romania
Il 18 agosto 2009 viene ufficializzato il suo passaggio al Palermo, con cui firma un contratto quadriennale, dopo aver sostenuto un provino nel ritiro estivo a Bad Kleinkirchheim nel quale ha giocato l'amichevole contro il Pordenone (5-0). Per aggiudicarsi le sue prestazioni, la società rosanero ha dovuto battere la concorrenza dello Shakhtar Donetsk.
Il 29 ottobre 2009, nella trasferta contro l'Inter (sconfitta per 5-3), fa il suo esordio sia nel campionato italiano che con la maglia rosanero, venendo sostituito nell'intervallo.
Il 1º febbraio 2010, nell'ultimo giorno di calciomercato, si trasferisce in prestito al Piacenza, in cambio del prestito con diritto di opzione sulla compartecipazione di Marco Calderoni.
Con la maglia rosanero gioca quindi due partite di campionato (l'altra è col Bari proprio prima della sua cessione) e una di Coppa Italia (contro la Reggina). Il rumeno, nei due scampoli di partite di massima serie, non si è dimostrato all'altezza del campionato italiano, palesando difficoltà in fase difensiva (è pur vero che ha avuto di fronte due velocisti come Maicon e Edgar Álvarez) procurando due rigori a favore degli avversari, uno per partita, suscitando anche le ire del Presidente Maurizio Zamparini.
Con la nuova maglia parte subito titolare, esordendo il 6 febbraio in Piacenza-Padova (1-0) e venendo sostituito al 70' da Capogrosso. Con il Piacenza gioca in totale 16 partite. Rientrato al Palermo, resta ai margini della squadra poiché non fa parte del progetto tecnico di Delio Rossi, non totalizzando alcuna presenza nella stagione 2010-2011.
Non convocato per il ritiro estivo del Palermo, il 31 agosto 2011, l'ultimo giorno di calciomercato, passa in prestito ai rumeni del Petrolul Ploiești, società neopromossa in massima serie; al giocatore, che fa così ritorno in patria, parte dell'ingaggio viene pagato ancora dal Palermo. Esordisce con la nuova squadra il 20 settembre nella partita di Coppa di Romania vinta per 4-1 sul Concordia Chiajna, in cui segna anche la rete del momentaneo pareggio. Il 25 settembre torna a giocare nel campionato rumeno scendendo in campo in Petrolul Ploiești-Dinamo Bucurest (1-5) dell'ottava giornata.
Ritornato al Palermo che non lo convoca per il ritiro estivo, il 18 giugno 2012 viene ceduto in prestito all'Astra Giurgiu, club di Liga I. Quattro giorni dopo debutta con la nuova maglia, entrando al 90' al posto di Mirko Ivanovski in Gloria Bistriţa-Astra Giurgiu (1-2) della prima giornata di campionato. Gioca le prime cinque partite di campionato e l'ottava, per poi non venir più schierato fino a fine stagione. Al termine della stessa scade sia il prestito sia il contratto col Palermo.

#### Il ritorno definitivo in Romania
A partire dalla stagione 2013-2014 è un calciatore del Concordia Chiajna. Nel settembre 2014 si trasferisce al CSMS Iasi, dove resta pochi mesi prima di rescindere il contratto e passare, nel gennaio 2015, al Poli Timisoara, in Liga II. Ottiene la promozione dopo i play-off, e viene riconfermato anche per il successivo campionato nella massima serie.

### Nazionale
Il 17 novembre 2009 ha esordito con la Nazionale di calcio della Romania Under-21 in un'amichevole vinta per 2-1 contro i pari età della Polonia, giocando da titolare e per tutta la partita.
Uscito dal giro della Nazionale a causa dello scarso utilizzo al Palermo, con la continuità ritrovata una volta passato al Piacenza il 23 maggio 2010 ha riottenuto la convocazione in Under-21.

## Statistiche

### Presenze e reti nei club
Statistiche aggiornate al 26 gennaio 2015.
| Stagione              | Squadra               | Campionato            | Campionato | Campionato | Coppe nazionali | Coppe nazionali | Coppe nazionali | Coppe continentali | Coppe continentali | Coppe continentali | Altre coppe | Altre coppe | Altre coppe | Totale | Totale |
| Stagione              | Squadra               | Comp                  | Pres       | Reti       | Comp            | Pres            | Reti            | Comp               | Pres               | Reti               | Comp        | Pres        | Reti        | Pres   | Reti   |
| --------------------- | --------------------- | --------------------- | ---------- | ---------- | --------------- | --------------- | --------------- | ------------------ | ------------------ | ------------------ | ----------- | ----------- | ----------- | ------ | ------ |
| 2006-2007             | UTA Arad              | L I                   | 3          | 0          |                 | -               | -               |                    | -                  | -                  |             | -           | -           | 3      | 0      |
| 2007-gen. 2008        | Ineu                  | L II                  | 7          | 0          |                 | -               | -               |                    | -                  | -                  |             | -           | -           | 7      | 0      |
| gen.-giu. 2008        | UTA Arad              | L I                   | 0          | 0          |                 | -               | -               |                    | -                  | -                  |             | -           | -           | 0      | 0      |
| 2008-mar. 2009        | UTA Arad              | L II                  | 5          | 0          |                 | -               | -               |                    | -                  | -                  |             | -           | -           | 5      | 0      |
| Totale UTA Arad       | Totale UTA Arad       | Totale UTA Arad       | 8          | 0          |                 | -               | -               |                    | -                  | -                  |             | -           | -           | 8      | 0      |
| mar.-giu. 2009        | Dinamo Bucarest       | L I                   | 1          | 0          |                 | -               | -               |                    | -                  | -                  |             | -           | -           | 1      | 0      |
| mar.-giu. 2009        | Dinamo Bucarest II    | ?                     | 8          | 0          |                 | -               | -               |                    | -                  | -                  |             | -           | -           | 8      | 0      |
| 2009-feb. 2010        | Palermo               | A                     | 2          | 0          | CI              | 1               | 0               |                    | -                  | -                  |             | -           | -           | 3      | 0      |
| feb.-giu. 2010        | Piacenza              | B                     | 16         | 0          | CI              | -               | -               |                    | -                  | -                  |             | -           | -           | 16     | 0      |
| 2010-2011             | Palermo               | A                     | 0          | 0          | CI              | 0               | 0               | UEL                | -                  | -                  | -           | -           | -           | 0      | 0      |
| lug.-ago. 2011        | Palermo               | -                     | -          | -          | -               | -               | -               | UEL                | 0                  | 0                  | -           | -           | -           | 0      | 0      |
| Totale Palermo        | Totale Palermo        | Totale Palermo        | 2          | 0          |                 | 1               | 0               |                    | 0                  | 0                  |             |             |             | 3      | 0      |
| ago. 2011-2012        | Petrolul Ploiești     | LI                    | 25         | 0          | CR              | 3               | 1               | -                  | -                  | -                  | -           | -           | -           | 28     | 1      |
| 2012-2013             | Astra Giurgiu         | LI                    | 6          | 0          | CR              | 0               | 0               | -                  | -                  | -                  | -           | -           | -           | 6      | 0      |
| 2013-2014             | Concordia Chiajna     | LI                    | 26         | 0          | CR              | 1               | 0               | -                  | -                  | -                  | -           | -           | -           | 27     | 0      |
| ago.-sett. 2014       | Concordia Chiajna     | LI                    | 0          | 0          | CR              | 0               | 0               | -                  | -                  | -                  | -           | -           | -           | 0      | 0      |
| sett.-dic. 2014       | CSMS Iasi             | LI                    | 3          | 0          | CR              | 1               | 0               | -                  | -                  | -                  | -           | -           | -           | 4      | 0      |
| mar.-giu. 2015        | Poli Timisoara        | L II                  | 3+7        | 0          | CR              | 0               | 0               | -                  | -                  | -                  | -           | -           | -           | 10     | 0      |
| 2015-2016             | Poli Timisoara        | LI                    | 19         | 0          | CR+CL           | 3+1             | 0               | -                  | -                  | -                  | -           | -           | -           | 23     | 0      |
| Totale Poli Timisoara | Totale Poli Timisoara | Totale Poli Timisoara | 22+7       | 0          |                 | 4               | 0               |                    | 0                  | 0                  |             |             |             | 33     | 0      |
| Totale carriera       | Totale carriera       | Totale carriera       | 124+7      | 0          |                 | 10              | 1               |                    | -                  | -                  |             | -           | -           | 141    | 1      |